# Трусиха (деревня)
Трусиха — деревня в Сямженском районе Вологодской области.
Входит в состав Ногинского сельского поселения, с точки зрения административно-территориального деления — в Ногинский сельсовет.
Расстояние по автодороге до районного центра Сямжи — 6,9 км, до центра муниципального образования Ногинской — 10,4 км. Ближайшие населённые пункты — Нестериха, Перово, Олеховская.
По переписи 2002 года население — 5 человек.